# Comostola satoi
Comostola satoi är en fjärilsart som beskrevs av Inoue 1986. Comostola satoi ingår i släktet Comostola och familjen mätare. Inga underarter finns listade i Catalogue of Life.